# 出力機器

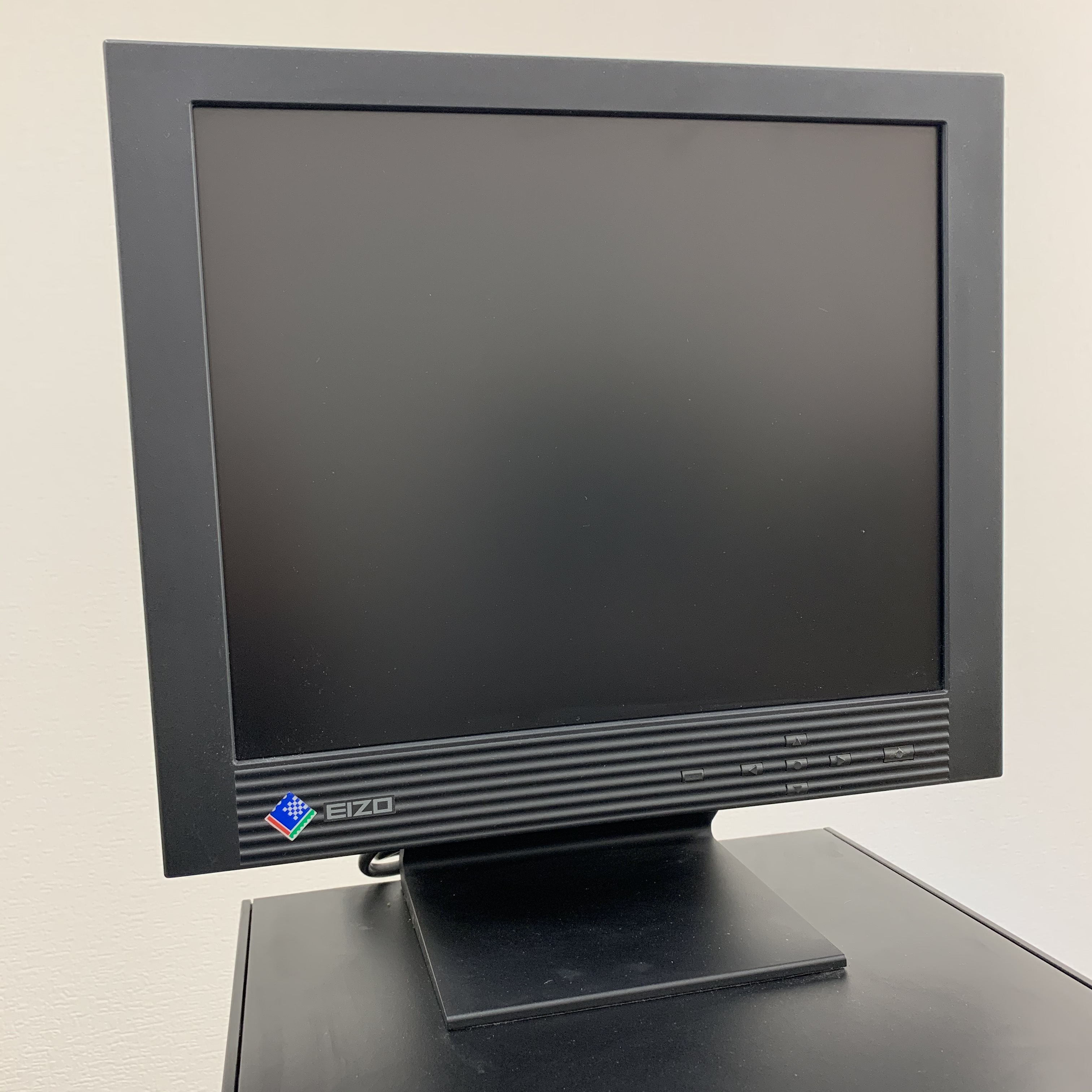
ディスプレイデバイス（出力機器の例）

出力機器（しゅつりょくきき、英語: Output device）は、情報を人間が読める形式に変換するコンピュータハードウェア機器。テキスト、グラフィック、ハプティクス、オーディオ、ビデオのいずれかに出力される。例としては、モニター、プリンター、スピーカー、ヘッドホン、プロジェクター、GPSデバイス、サウンドカード、ビデオカード、光学マークリーダー、点字リーダーなどがある。
一部の出力デバイスは、ビジュアルディスプレイユニット（VDU）、つまりモニター、プリンターグラフィック出力デバイス、プロッター、スピーカーなど。最近、音声合成として知られる新しいタイプの出力デバイスが開発されており、コンピュータに接続されたメカニズムで、人間のスピーチのように聞こえる音声出力を生成する。
出力デバイスを使用する理由
コンピュータは、出力デバイスがなくても機能するが、出力デバイスがないと、コンピュータが何をしているかを判断する方法がない。エラーの兆候、追加の入力の必要性の兆候も判らない。たとえば、モニターをコンピューターから取り外しても、コンピュータは機能するが、あまり役に立たない。

## モニター
ディスプレイデバイスは、出力デバイスの最も一般的な形式である。コンピュータ画面に視覚的に出力を表示。出力は画面に一時的に表示され、簡単に変更または消去できる。ソフトコピーとも呼ばれ、デスクトップPCのディスプレイデバイスはモニターと呼ばれる。
オールインワンPC、ノートブックコンピュータ、ハンドヘルドPC、その他のデバイス。ディスプレイ画面という用語は、ディスプレイデバイスに使用される。ディスプレイデバイスは、ホームエンターテインメントシステム、モバイルシステム、カメラ、ビデオゲームでも使用されている。
ディスプレイデバイスは、ピクセルの適切な構成を照らすことによって画像を形成する。ディスプレイデバイスはピクセルの形で編成され、ピクセルはマトリックスの形で配置される。これは、行と列として編成された2次元マトリックス。

## ディスプレイの種類（モニター）
モニターには、モノクロモニターとカラーモニターの2種類がある。モノクロモニターは、実際には前景用と背景用の2色を表示。色は、黒と白、緑と黒、または琥珀と黒にすることもできる。カラーモニターは、多くの色を表示できるディスプレイデバイスで、16色から100万色以上の色を表示する。

### モノクロディスプレイ
モノクロモニターは、カラーモニターが普及する前の、1960年代から1980年代にかけて、コンピューティングの初期に非常に一般的だったCRTコンピューターディスプレイの一種。モニターの最も重要なコンポーネントは受像管。CRTは基本的にブラウン管を意味する。CRTはブラウン管技術を使用して画像を表示。古いテレビもCRT技術を使用してテレビのフィルムやテレビ画像を表示するため、従来のテレビや古いテレビと同じように大きくてかさばり、重くなる。画面上に画像を形成するために、大きなガラス管内に密封された電子銃がリンでコーティングされた画面に電子を発射し、画像を表示するために適切な色で適切なピクセルを照らす。リン光物質は、電子の露出後、限られた時間だけ発光する。モニター画像は、継続的に再描画/更新する必要があり、通常のリフレッシュ率は、1秒間に60〜85回である。
それらは、コンピュータ化されたレジシステムなどのアプリケーションで今でも広く使用されている。緑の画面は、緑の「P1」リン光スクリーンを使用するモノクロモニターの一般名であった。

### カラーディスプレイ
カラーモニターは、3つの別々の信号（赤、緑、青）を受け入れるため、 RGBモニターと呼ばれることもある。対照的に、モノクロモニターは、背景用と前景用の2色しか表示しない。カラーモニターは、アクティブ化されると赤、緑、青で表示される3つの異なるリン光物質を使用してRGBカラーモデルを実装する。リン光物質を直接隣り合わせに配置し、異なる強度でそれらをアクティブ化することにより、カラーモニターは無制限の数の色を作成する。ただし、実際には、モニターが表示できる実際の色数は、ビデオアダプターによって制御される。
モニターの表示タイプは次のとおり。
- CRTディスプレイモニター
- TFT（薄膜トランジスタ） 、
- フラットパネル[6]
- LCD（液晶ディスプレイ）
- OLED
- LED